# 글로리아 진스 커피
글로리아 진스 커피(Gloria Jean's Coffees)는 세계 여러 나라에 프랜차이즈를 둔 커피전문점이다. 39개국 나라에 1,000개점 이상의 점포를 운영하고 있다. 이 중 460개점은 오스트레일리아에 있다. 2014년, 글로리아 진스 커피는 리테일 푸드 그룹으로 인수되었다.
대한민국에는 1996년에 서울특별시 강남구 압구정동에 처음 진출하였다.